# Осадчук Василь Антонович
Васи́ль Анто́нович Осадчу́к (6 січня 1940р., Пищатинці — 25 липня 2011р.) — професор, доктор фізико-математичних наук, Інститут прикладних проблем механіки і математики імені Я. С. Підстригача НАН України.

## Життєпис
Василь Антонович Осадчук народився 6 січня 1940 р. в селі Пищатинці, Борщівського району, Тернопільської області.
У 1957 р. після закінчення навчання в середній школі м. Борщева вступив до Львівського державного університету ім. Івана Франка на механіко-математичний факультет. У 1962 р. після завершення навчання отримав скерування на роботу в Інститут машинознавства і автоматики АН УРСР (з 1964 р. Фізико-механічний інститут (ФМІ) АН УРСР) у відділ термоміцності, який був створений Я. С. Підстригачем. У 1969 р. захистив кандидатську, а у 1981 р. докторську дисертацію. В. А. Осадчук був організатором і першим керівником (1982—1998 рр.) відділу математичних проблем механіки неоднорідних тіл Інституту прикладних проблем механіки і математики НАН України.
З 1996 року В. А. Осадчук працює в Національному університеті «Львівська політехніка» — спочатку на посаді професора кафедри будівельної механіки, а з 1998 року як завідувач кафедри зварювального виробництва, діагностики та відновлення металоконструкцій. Продовжує роботу у відділі математичних проблем механіки неоднорідних тіл за сумісництвом на посаді провідного наукового співробітника.
В. А. Осадчук підготував чотирьох докторів і 18 кандидатів наук. Він є автором 230 наукових праць, у тому числі 4 монографій.
В. А. Осадчук успішно поєднував наукову, науково-педагогічну та науково-організаційну діяльність. Був членом спеціалізованих вчених рад із захисту докторських дисертацій при Національному університеті «Львівська політехніка», ІППММ ім. Я. С. Підстригача НАН України, ФМІ ім. Г. В. Карпенка НАН України, членом Національного комітету з теоретичної та прикладної механіки, Українського товариства з механіки руйнування матеріалів і цілісності конструкцій, Європейського товариства з цілісності конструкцій (ESIS), наукового товариства з прикладної математики та механіки (GAMM), Європейського товариства механіків «Euromech», є дійсним членом наукового товариства ім. Т. Шевченка, академіком Нафтогазової Академії наук України, членом редакційних колегій наукового вісника Національного університету «Львівська політехніка» «Динаміка і міцність конструкцій», Всеукраїнського щомісячного наукового-технічного і виробничого журналу «Машинознавство», міжнародних наукових та науково-технічних журналів «Математичні методи та фізико-механічні поля», «Фізико-хімічна механіка матеріалів» та «Diagnostyka». Був членом КПРС.
За заслуги в розвитку науки, впровадженні її результатів у виробництво, підготовці наукових кадрів і вихованні студентської молоді В. А. Осадчук неодноразово нагороджувався Почесними грамотами та дипломами ІППММ ім. Я. С. Підстригача НАН України та Національного університету «Львівська політехніка», почесними грамотами Західного наукового центру НАН України і МОН України. Його відзначено Почесною грамотою Президії Національної академії наук України та Центрального комітету працівників Національної академії наук України і Почесною грамотою Міністерства освіти і науки України. Він нагороджений відзнаками Міністерства освіти та науки України «За наукові досягнення» та «Відмінник освіти України», Указом Президента України йому надано почесне звання «Заслужений діяч науки і техніки України» (2007). У 2009 р. Президія НАН України нагородила його у складі авторського колективу премією ім. М. М. Крилова НАН України.

## Докторська дисертація
Осадчук В. А. Дослідження напружено-деформованого стану і граничної рівноваги оболонок з розрізами: Дис. … докт. фіз.-мат. наук.- Спеціальність 01.02.04 — механіка деформівного твердого тіла.- 1981 р.

## Нагороди
- Державна премія України в галузі науки і техніки 2011 року — за цикл наукових праць «Теорія і методи розрахунку напруженого стану та міцності твердих деформівних тіл з концентраторами напружень» (у складі колективу, посмертно)[1]
- За видатні наукові роботи в галузі нелінійної механіки та прикладної математики Премія імені Крилова Миколи Митрофановича присуджена Осадчуку Василю Антоновичу — завідувачу кафедри, доктору фізико-математичних наук за цикл робіт «Розвиток групових та асимптотичних методів в теорії диференціальних рівнянь та їх застосування у моделях математичної фізики, математичної біології і механіки».

## Монографії
- Кушнір Р. М. Пружний та пружно-пластичний граничний стан оболонок з дефектами / Р. М. Кушнір, М. М. Николишин, В. А. Осадчук. — Львів: В-тво «СПОЛОМ», 2003. — 320 с.
- Кир'ян В. І. Механіка руйнування зварних з'єднань металоконструкцій. / В. І. Кир'ян, В. А. Осадчук, М. М. Николишин. — Львів: Сполом, 2007. — 320 с.
- Подстригач Я. С. Остаточные напряжения, длительная прочность и надежность стеклоконструкций / Я. С. Подстригач, В. А. Осадчук, А. М. Марголин. — Київ: Наук. думка, 1991. — 296 с.

- Осадчук В. А. Напряженно-деформированное и предельное равновесие оболочек с разрезами / В. А. Осадчук. — Київ: Наук. думка, 1985. — 224 с.